# Denis Koval
Denis Anatolevitsj Koval ('Russisch: Денис Анатольевич Коваль) (Irkoetsk, 6 november 1991) is een Russisch langebaanschaatser. Hij is een echte sprinter met een voorkeur voor de 500 meter.

## Carrière

### Junioren
In het seizoen 2010-2011 reed Koval wedstrijden in juniorencircuit. Hij werd op de wereldkampioenschappen schaatsen junioren 2011 vierde op 500 meter en eindigde op die afstand als tweede in het juniorenwereldbekerklassement.

### Senioren
In 2013 brak Koval door bij de senioren. Hij werd zestiende op de wereldkampioenschappen schaatsen sprint 2013 en zeventiende in het klassement om de wereldbeker schaatsen 2012/2013 - 500 meter mannen. Aan het einde van het seizoen, op de Olympische baan van Sotsji, werd hij zevende bij de wereldkampioenschappen schaatsen afstanden 2013 - 500 meter mannen.

## Resultaten
| Jaar | WK Sprint | WK Afstanden | Olympische Spelen | Wereldbeker        | WK Junioren       |
| ---- | --------- | ------------ | ----------------- | ------------------ | ----------------- |
| 2011 |           |              |                   |                    | 4e 500m 14e 1000m |
| 2012 |           |              |                   | 0p 500m            |                   |
| 2013 | 16e       | 7e 500m      |                   | 17e 500m 43e 1000m |                   |
| 2014 |           |              | 13e 500m          | 28e 500m 0p 1000m  |                   |
| 2015 |           |              |                   | 14e 500m           |                   |
| 2016 |           |              |                   | 31e 500m           |                   |
| 2017 |           |              |                   | 46e 500m           |                   |